# Cymru Premier
Die Cymru Premier, die bis 2002 unter dem Namen League of Wales und bis 2019 unter dem Namen Welsh Premier League ausgetragen wurde, ist die höchste Spielklasse im walisischen Fußball. Durch einen Sponsorenvertrag wird die Liga zurzeit als „JD Cymru Premier“ bezeichnet.
Die Liga leidet darunter, dass vier der größten walisischen Fußballclubs im englischen Ligasystem spielen. Zu diesen Clubs gehören Cardiff City, Swansea City, AFC Newport County, AFC Wrexham sowie der Amateurverein Merthyr Town. Für diese Vereine ist die Teilnahme an englischen Ligen attraktiver als die eigene nationale Liga. Aufgrund dieser fehlenden Vereine liegt der Zuschauerschnitt in der Liga bei etwa 300.
Zum Ende der Saison 2024/25 lag die Liga in der UEFA-Fünfjahreswertung auf dem 49. von 55 Plätzen.

## Die Liga
Die Welsh Premier League wurde 1992 unter dem Namen League of Wales gegründet und umfasste 19 Mannschaften. Mittlerweile spielen 12 Mannschaften in der Liga. Der Meister nimmt an der Qualifikation zur UEFA Champions League teil, der Vizemeister, der Drittplatzierte sowie der Sieger des walisischen Pokals an der Qualifikation zur Europa Conference League. Durch das niedrige sportliche Niveau der Liga scheiden die Mannschaften meist relativ früh aus den europäischen Wettbewerben aus. Die zwei letztplatzierten Mannschaften nehmen an den Relegationen zu den beiden zweiten Ligen Cymru North und Cymru South teil.
Zur Saison 2010/11 wurde die Teilnehmerzahl der Liga von 18 auf 12 Teams reduziert.
Zur Saison 2019/20 wurde die Liga in Cymru Premier umbenannt.

## Gründung der Liga
Die Gründung der ersten landesweiten Fußballliga für Wales war ein traumatisches Ereignis. Aus geographischen Gründen war es immer einfacher, von Osten nach Westen als von Norden nach Süden zu reisen. Daher suchten sich die walisischen Clubs ihre Gegner lieber in England. Vereine wie die späteren League-of-Wales-Meister Bangor City oder Barry Town spielten in englischen Amateurligen.
Anfang der 1990er Jahre drängte die UEFA darauf, dass Vereine nicht in Ligen anderer Verbände spielen sollten. Das Argument, dass es sich bei Großbritannien um ein Land handelt, wurde abgewiesen mit der Begründung, dass es in Großbritannien vier Fußballverbände gibt. Schließlich wurde die League of Wales gegründet. Insgesamt elf Clubs, die in englischen Ligen aktiv waren, weigerten sich zunächst, an dem Spielbetrieb teilzunehmen. Neben acht Mannschaften aus dem Non-League football handelte es sich dabei um Cardiff City, AFC Wrexham und Swansea City, die allesamt in der Football League spielten. Die Football Association of Wales erlaubte letzteren drei Teams im englischen Ligasystem zu bleiben, während sich drei der anderen Verweigerer für ein Mitwirken in der neu gegründeten walisischen Liga entschieden. Die restlichen fünf Mannschaften wurden gezwungen, ihre Heimspiele im englischen Exil auszutragen. Diese Entscheidung wurde im April 1995 durch ein Gerichtsurteil aufgehoben. Nachdem Barry Town inzwischen der League of Wales beigetreten war und Caernarfon Town 1995 folgte, profitierten letztlich nur AFC Newport County, Merthyr Tydfil FC und Colwyn Bay FC von diesem Urteil.
Mittlerweile akzeptiert die UEFA die Teilnahme walisischer Teams an der englischen Meisterschaft, allerdings nur unter der Bedingung, dass die besagten Teams nicht mehr am walisischen Pokalwettbewerb teilnehmen dürfen.

## Sponsoren
In der Geschichte der League of Wales gab es bisher vier Namenssponsoren für die Liga. Zwischen 1993 und 2001 gab es keinen Namenssponsor.
- 1992/93: Konica (Konica League of Wales)
- 2002–2004: JT Hughes Mitsubishi (JT Hughes Mitsubishi Welsh Premiership)
- 2004–2006: Vauxhall Masterfit Retailers (Vauxhall Masterfit Retailers Welsh Premier League)
- 2006–2011: Principality Building Society (Principality Building Society Welsh Premier Football League)
- 2011–2015: CorbettSports.com (Corbett Sports Welsh Premier League)
- 2015–2017: Dafabet (The Dafabet Welsh Premier League)
- seit 2017: JD Sports (The JD Welsh Premier League & JD Cymru Premier)

## Teilnehmer
Das Teilnehmerfeld der Cymru Premier 2025/26 sieht folgendermaßen aus:
- Bala Town
- Barry Town United
- Briton Ferry Llansawel AFC
- Caernarfon Town
- Cardiff Metropolitan University FC
- Colwyn Bay FC
- Connah’s Quay Nomads
- Flint Town United
- Haverfordwest County AFC
- AFC Llanelli
- Pen-y-Bont FC
- The New Saints FC (M, P)

## Meister
| - 1992/93: Cwmbran Town - 1993/94: Bangor City - 1994/95: Bangor City - 1995/96: Barry Town - 1996/97: Barry Town - 1997/98: Barry Town - 1998/99: Barry Town - 1999/00: TNS Llansantffraidd - 2000/01: Barry Town - 2001/02: Barry Town - 2002/03: Barry Town | - 2003/04: Rhyl FC - 2004/05: The New Saints FC - 2005/06: The New Saints FC - 2006/07: The New Saints FC - 2007/08: AFC Llanelli - 2008/09: Rhyl FC - 2009/10: The New Saints FC - 2010/11: Bangor City - 2011/12: The New Saints FC - 2012/13: The New Saints FC - 2013/14: The New Saints FC | - 2014/15: The New Saints FC - 2015/16: The New Saints FC - 2016/17: The New Saints FC - 2017/18: The New Saints FC - 2018/19: The New Saints FC - 2019/20: Connah’s Quay Nomads - 2020/21: Connah’s Quay Nomads - 2021/22: The New Saints FC - 2022/23: The New Saints FC - 2023/24: The New Saints FC - 2024/25: The New Saints FC |

The New Saints FC ist mit 17 Meisterschaften Rekordmeister. Der Titelgewinn von TNS Llansantffraidd im Jahr 2000 wird dabei eingerechnet, da dieser Klub 2003 mit The New Saints fusionierte.

## Ewige Tabelle
In der ewigen Tabelle liegt Rekordmeister The New Saints FC vor Bangor City. Barry Town – ehemals mit 7 Titeln Rekordmeister – liegt auf Rang 11.
Farblich hinterlegte Vereine spielen in der Saison 2018/19 in der Cymru Premier.
| Pl.                       | Verein               | Jahre | Sp. | S   | U   | N   | T+   | T-   | Diff. | Punkte | Ø-Pkt. | Titel |
| ------------------------- | -------------------- | ----- | --- | --- | --- | --- | ---- | ---- | ----- | ------ | ------ | ----- |
| 1.                        | The New Saints FC    | 26    | 884 | 534 | 189 | 161 | 1963 | 880  | +1083 | 1791   | 2,03   | 13    |
| 2.                        | Bangor City          | 26    | 895 | 459 | 153 | 283 | 1713 | 1262 | +451  | 1530   | 1,71   | 3     |
| 3.                        | Aberystwyth Town     | 27    | 928 | 379 | 222 | 327 | 1521 | 1422 | +99   | 1355   | 1,46   | –     |
| 4.                        | Newtown AFC          | 27    | 928 | 348 | 209 | 371 | 1408 | 1449 | −41   | 1250   | 1,35   | –     |
| 5.                        | Connah’s Quay Nomads | 25    | 862 | 345 | 194 | 323 | 1343 | 1314 | +29   | 1228   | 1,42   | –     |
| 6.                        | Rhyl FC              | 20    | 688 | 312 | 138 | 238 | 1164 | 987  | +177  | 1074   | 1,56   | 2     |
| 7.                        | Carmarthen Town      | 23    | 772 | 293 | 159 | 320 | 1108 | 1221 | −113  | 1038   | 1,34   | –     |
| 8.                        | Barry Town           | 12    | 421 | 267 | 76  | 78  | 980  | 442  | +538  | 877    | 2,08   | 7     |
| 9.                        | AFC Llanelli         | 18    | 622 | 259 | 100 | 263 | 1105 | 1145 | −40   | 877    | 1,41   | 1     |
| 10.                       | Cwmbran Town         | 15    | 532 | 252 | 108 | 172 | 907  | 719  | +188  | 864    | 1,62   | 1     |
| Stand: Saisonende 2018/19 |                      |       |     |     |     |     |      |      |       |        |        |       |

## UEFA-Fünfjahreswertung
Platzierung in der UEFA-Fünfjahreswertung:
(in Klammern die Vorjahresplatzierung). Die Kürzel CL, EL und CO hinter den Länderkoeffizienten geben die Anzahl der Vertreter in der Saison 2026/27 der Champions League, der Europa League sowie der Conference League an.
- 47.  (53)  Montenegro (Liga, Pokal) – Koeffizient: 7.208 – CL: 1, EL: 0, CO: 3
- 48.  (43)  Luxemburg (Liga, Pokal) – Koeffizient: 6.875 – CL: 1, EL: 0, CO: 3
- 49.  (52)  Wales (Liga, Pokal) – Koeffizient: 6.791 – CL: 1, EL: 0, CO: 3
- 50.  (46)  Georgien (Liga, Pokal) – Koeffizient: 6.625 – CL: 1, EL: 0, CO: 3
- 51.  (50)  Nordmazedonien (Liga, Pokal) – Koeffizient: 6.166 – CL: 1, EL: 0, CO: 2

Stand: Ende der Europapokalsaison 2024/25